# Mick Connell
Michael „Mick“ Connell (* 9. November 1961 in Liverpool) ist ein ehemaliger australischer Rollstuhltennisspieler.

## Karriere
Mick Connell begann im Alter von 20 Jahren mit dem Rollstuhltennis und startete in der Klasse der Paraplegiker.
Er nahm 1988 an den Paralympischen Spielen in Seoul teil, als Rollstuhltennis als Demonstrationssport im Programm war. In der Einzelkonkurrenz belegte er hinter Laurent Giammartini den zweiten Rang. 1992 in Barcelona startete erneut im Einzel und erreichte das Viertelfinale, in dem er Abde Naili unterlag. Bei den Spielen 1996 in Atlanta schied er in der zweiten Runde gegen Laurent Giammartini aus. Erstmals startete er auch im Doppel, sein Partner war David Hall. Die beiden erreichten das Endspiel, das sie gegen Stephen Welch und Vance Parmelly im Tie-Break des dritten Satzes verloren.
In der Weltrangliste erreichte er seine besten Platzierungen mit Rang drei im Einzel am 2. Februar 1993 sowie mit der Weltranglistenführung im Doppel am 18. Oktober 1994.